# Rangueil (metropolitana di Tolosa)
Rangueil è una stazione della metropolitana di Tolosa, inaugurata il 30 giugno 2007. È dotata di una banchina a 8 porte e perciò non può accogliere treni composti da più di due vetture.

## Architettura
L'opera d'arte presente in questa stazione è stata realizzata dagli artisti Claude Caillol e Judith Bartolani. Dei sacchi di plastica, insieme ad altri oggetti, sono depositati dietro una vetrata e ricordano il complesso commerciale che si trova in prossimità.

## Servizi
La stazione dispone di:
- Biglietteria automatica
- Scale mobili